# جابع لايبارتيا
جابع لايبارتيا (16 نوفمبر 1987 بتبليسي في جورجيا - ) هو لاعب كرة قدم جورجي في مركز الوسط. شارك مع منتخب جورجيا تحت 21 سنة لكرة القدم ومنتخب جورجيا لكرة القدم. أما مع النوادي، فقد لعب مع زوريا لوهانسك وويت جورجيا وFC Tbilisi ‏.

## وصلات خارجية
- جابع لايبارتيا على موقع الاتحاد الأوربي (الإنجليزية)
- جابع لايبارتيا على موقع اتحاد أوكرانيا (الإنجليزية)
- جابع لايبارتيا على موقع قاعدة بيانات كرة القدم.إي يو (الإنجليزية)
- جابع لايبارتيا على موقع ناشيونال فوتبول تيمز (الإنجليزية)
- جابع لايبارتيا على موقع Soccerway.com (الإنجليزية)
- جابع لايبارتيا على موقع AS.com (الإسبانية)